# Guo Yonghuai
Guo Yonghuai oder Kuo Yung-huai (chinesisch: 郭永怀; * 4. April 1909 in Rongcheng; † 5. Dezember 1968) war ein chinesischer Aerodynamikexperte und ein Führer der Atom- und Wasserstoffbombenprojekte Chinas.

## Leben

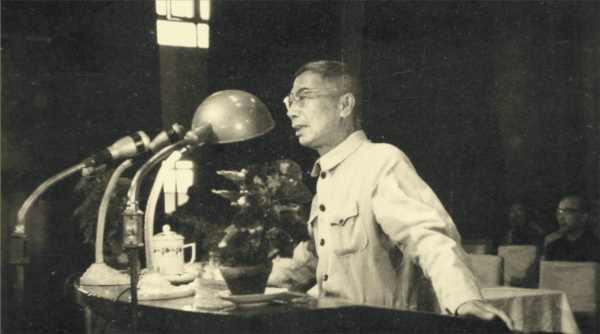
Guo Yonghuai bei einem Vortrag in der Universität für Wissenschaft und Technik am 30. September 1961

Guo Yonghuai wurde im damaligen Kreis Rongcheng, Provinz Shandong geboren und studierte an der Fakultät für Physik der Universität Peking im Jahr 1935. Er schrieb sich 1939 in einem Übersee-Programm ein und trat 1940 der University of Toronto in Kanada und erhielt dort seinen Master. Von 1941 bis 1945 studierte Guo kompressible Hydrodynamik am California Institute of Technology (Caltech). Nach der Promotion blieb er am Caltech als wissenschaftlicher Mitarbeiter. Ab 1946 wurde er außerordentlicher Professor und später Professor an der Cornell University. Eingeladen von Qian Xuesen kehrte Guo im Oktober 1956 nach China zurück. Von März 1958 bis Dezember 1968 war er stellvertretender Direktor des von Qian Xuesen am 16. Januar 1956 gegründeten Instituts für Mechanik der Chinesischen Akademie der Wissenschaften.
Guo war einer der Mitbegründer der Wissenschaft der Mechanik auf dem chinesischen Festland und leistete einen erheblichen Beitrag zur Mechanik, angewandten Mathematik und Luftfahrt. Im Jahr 1958 half er die Chinesische Universität für Wissenschaft und Technik zu gründen und war dort der erste Dekan der Fakultät für Chemische Physik.
Seit Mai 1960 war Guo als stellvertretender Direktor des Pekinger 9. Forschungsinstitutes des Zweiten Ministerium für Maschinenbauindustrie. Er führte Arbeiten in der explosiven Mechanik, Hockdruckphysik, Aerodynamik, Luft- und Raumfahrt, Strukturmechanik, experimentelle Waffenentwicklung und löste eine Reihe wichtiger Probleme.
Guo starb bei einem Flugzeugabsturz am 5. Dezember 1968, bei einer Reise von Qinghai nach Peking.
Im Dezember 1982 veröffentlichte Chinas "Science Press" die Arbeiten von Guo Yonghuai. Im Jahr 1985 wurde ihm der "National Science and Technology Advancement"-Award verliehen. Im Jahre 1999 gewann Guo den Preis "Two Bombs, One Satellite Achievement Medal".